# Moonraker (powieść)
Moonraker – powieść Iana Fleminga o przygodach agenta 007 – Jamesa Bonda. Została napisana w 1955 roku i jest trzecią z kolei powieścią w cyklu o Bondzie. Została zekranizowana w 1979 roku, z Rogerem Moore’em w roli głównej.

## Opis
Na polecenie M Bond zasiadł przy karcianym stoliku naprzeciwko sir Hugona Draxa – milionera i szefa projektu Moonraker. Miał mu dać solidną lekcję i jednocześnie zapobiec skandalowi, grożącemu najnowszemu angielskiemu systemowi obrony. Ale tajemniczy Drax ma więcej asów w rękawie niż tylko te karciane. Kiedy Bond pojawia się w bazie Moonraker, szybko odkrywa, że zarówno projekt, jak i jego szef są czymś zupełnie innym, niż się wszystkim wydaje...

## Wydania polskie
- 2008, wyd. PW Rzeczpospolita, przekł. Robert Stiller.